# Valerio Grato
Valerio Grato (in latino: Valerius Gratus; fl. 15-26) è stato un politico e militare romano.

## Biografia
Sull'origine dell'ambizioso dignitario Valerio Grato nella cavalleria romana non si sa nulla. Fu il quarto procuratore imperiale romano della provincia di Giudea e di Samaria, prefetto con potere di condanna a morte, sotto il regno dell'imperatore Tiberio, che lo nominò personalmente a questa posizione nel 15 d.C., poco dopo il suo avvento, forse sulle basi delle precedenti conquiste militari. Il suo compito fu duro, perché la provincia era stata posta sotto l'amministrazione romana soltanto da pochi anni (6 d.C.) e i tre precedenti governatori (Coponio, Marco Annibulo e Annio Rufo) avevano avuto molto a che fare con i movimenti di protesta.
Fu il primo a servire in questa posizione per un lungo periodo, a causa della politica di Tiberio nel prolungare la durata del mandato dei commissari provinciali, mentre i primi tre nominati da Augusto erano in media per tre anni. Ciò era in linea con la nuova politica di Tiberio, che credeva che i detentori di ufficio per natura fossero inclini all'avidità. Quindi, se ricevevano uffici per un breve periodo, vivevano nell'incertezza quando erano privati di loro e, durante il periodo del loro ufficio, si dedicavano a saccheggiare con maggiore avidità. Tuttavia, se rimanevano al potere per molto tempo, s'ingannavano e diventavano meno disposti a saccheggiare.
Succeduto ad Annio Rufo, il governo di Grato fu inizialmente caratterizzato dalle frequenti nomine e rimozioni (in media una all'anno) che effettuò per la carica di sommo sacerdote, un oltraggio al sentimento popolare fino ad allora perpetrato solo da Erode. Depose il sadduceo Anna I e lo sostituì con Ismaele ben Fabus (15-16 d.C.), poi Eleazaro, figlio di Arianus (16-17 d.C.), poi Simone, figlio di Camith (17-18 d.C.), e infine Caifa, genero di Anna (18-36 d.C.), che ebbe un lungo mandato collaborando con l'amministrazione romana. È possibile che le frequenti nomine e rinvii derivassero dalla necessità di trovare un candidato accettabile per le masse, ma che fosse allo stesso tempo portavoce di Roma.
Eliminò due importanti bande di briganti che operavano in tutta la Giudea, uccidendo personalmente il capo di una di loro: Simone, un ex schiavo di Erode il Grande. Aiutò anche l'allora proconsole Quintilio Varo a sopprimere una nuova rivolta degli ebrei. Dal 19 al 20 d.C., governò anche la Siria.
Come i suoi predecessori Coponio e Marco Annibulo, e forse anche Annio Rufo, coniò molte monete di bronzo diverse durante il suo lungo governatorato, sulle quali non aveva immagini di persone, come l'imperatore, da conservare, ma simboli, per tenere conto delle sensibilità ebraiche, che includevano rami di palma, tre gigli, cornucopie con caduceo tra di loro, foglie di vite e anfore. Tuttavia, i simboli che usava differivano da quelli dei suoi predecessori. Forse cercò di distinguersi da loro in questo modo e quindi di segnare la sua posizione di nuovo sovrano sulla Giudea.
Terminato il suo mandato nel 26, si ritirò a Roma, dopo essere stato in Giudea per undici anni, e fu rimpiazzato nella carica da Ponzio Pilato (quest'ultimo forse nominato da Seiano) per dieci anni. I sentimenti oltraggiati della popolazione non si placarono con la nomina del suo successore, il cui mandato fu segnato da numerosi incidenti.

## Nella cultura di massa
Nel romanzo Ben-Hur, di Lewis Wallace pubblicato nel 1880, e nei film derivati, durante una processione militare, Grato viene quasi ucciso da una tegola caduta accidentalmente dalla casa del protagonista Giuda Ben-Hur, un principe giudeo, per mano della sorella minore Tirzah, suggerendo tutti gli eventi successivi della storia. Nel romanzo, Grato è ritratto come un governatore corrotto, che agiva contro gli ebrei rimuovendo il legittimo capo sacerdote del tempio, Anna, e sostituendolo con un fantoccio romano, Ismaele, e che aveva permesso a Messala Severus, il suo tribuno e principale antagonista, di agire spietatamente contro la famiglia di Ben-Hur per arricchirsi, sequestrando tutte le loro proprietà. Nel film del 1959, Ben-Hur, la versione più famosa di William Wyler, è stato interpretato da Mino Doro.